# Canthidium flavum
Canthidium flavum là một loài bọ cánh cứng trong họ Bọ hung (Scarabaeidae).